# Kamienica (osada w powiecie tucholskim)
Kamienica – osada w Polsce, położona w województwie kujawsko-pomorskim, w powiecie tucholskim, w gminie Gostycyn.
W latach 1975–1998 miejscowość administracyjnie należała do województwa bydgoskiego.